# Barre (Einheit)
Barre, auch Barra, war ein spanisches Längenmaß. Es entsprach dem Ellenmaß und man nutzte es im Textilhandwerk. Es gab drei verschiedene Arten: die valencianische, die kastilische und die aragonische Barre. Metrische Werteangaben sind durch die Aune/Pariser Elle stark gestreut, da diese in jeder Region und Zeit verschieden war.
- Valencia 1 Barre = 2 Fuß, 9 Zoll, 7 Linien = 10/13 Pariser Ellen
  - 13 valencianische Barren = etwa 10 Aune
- Kastilien 1 Barre = 2 Fuß, 7 Zoll, 2 Linien = 5/7 Aune
  - 7 castilianische Barren = 5 Aune

Die aragonische Barre weicht nur wenige Linien von der valencianischen und kastilischen Barre ab.
- Aragon 3 aragonische Barren = 2 Aune